# Oțelești, Bacău
Oțelești este un sat în comuna Izvoru Berheciului din județul Bacău, Moldova, România.